# Colônia (Rio de Janeiro)
Colônia é um bairro não-oficial de classe média baixa da zona oeste da cidade do Rio de Janeiro. Anteriormente era um dos seis sub-bairros da Taquara, Juntamente com Rio Grande, Jardim Boiúna, Distrito Industrial, Largo da Taquara, e Pau-da-Fome; mas em 2009 foi emancipado pelo prefeito da cidade Eduardo Paes, por razões culturais, sendo criticado pela maior parte da câmara de vereadores por ser uma área de péssima estrutura e ser totalmente isolada pelo restante da Taquara. Sua autonomia foi reclamada  podendo não ser emancipada caso não tenha urbanização suficiente até 2015; como ruas e calçadas pavimentadas, iluminação de qualidade, creches, escolas, postos de saúde, de gasolina, mercados e casas lotéricas.

## História
A área começou a ser povoada nos anos 10 com a criação da instituição Colônia Juliano Moreira.
Em 2008, a União transferiu formalmente as terras, que eram de sua propriedade. Incluída no PAC, a comunidade receberá obras de infraestrutura, como pavimentação, construção de redes de água e esgoto compõem o projeto, assim como creche, posto de saúde e complexos para prática de esportes e lazer.
A região também foi alvo em 2009 de operações ao estilo "choque de ordem" E foi oficializado bairro no dia 6 de setembro de 2009. Teve sua origem na instituição.
Em 2008, a União transferiu formalmente as terras, que eram de sua propriedade. Incluída no PAC, a comunidade receberá obras de infraestrutura, como pavimentação, construção de redes de água e esgoto compõem o projeto, assim como creche, posto de saúde e complexos para prática de esportes e lazer.
Atualmente está em construção o museu Bispo do Rosário com previsão para 2014, será ainda o terceiro museu de toda zona oeste e num novo ponto turístico da Taquara.
O local possui uma estação de BRT do corredor TransOlímpica, aberta por ocasião dos Jogos Olímpicos de 2016

## Histórico da legislação sobre o bairro
Em 2011, a Câmara Municipal do Rio de Janeiro criou o Projeto de Lei 1.123 de 2011, que "Cria e delimita o bairro Colônia Juliano Moreira na XVI R.A. - Jacarepaguá". Esse projeto de lei foi vetado pela Prefeitura do Rio em junho do ano seguinte, com a alegação de que a competência de criação de bairros é exclusiva do executivo. Não obstante, a Câmara Municipal promulgou a Lei Nº 5.509, de 17 de agosto de 2012, que cria e delimita o bairro. Face a esta legislação, a Prefeitura do Rio publicou em janeiro de 2013 uma representação de inconstitucionalidade junto à Procuradoria-Geral do Município, sendo eventualmente julgada procedente em 2015 e hoje segue em recurso em Segunda Instância.